# カンポドルチーノ
カンポドルチーノ（伊: Campodolcino）は、イタリア共和国ロンバルディア州ソンドリオ県にある、人口約900人の基礎自治体（コムーネ）。

## 地理

### 位置・広がり
ソンドリオ県北西部、ヴァルキアヴェンナに位置するコムーネ。キアヴェンナから北北西へ10km、県都ソンドリオから西北西へ47km、州都ミラノから北へ105kmの距離にある。

#### 隣接コムーネ
隣接するコムーネは以下の通り。CHはスイス領で、CH-GRはグラウビュンデン州所属を示す。
- マデージモ
- Mesocco (CH-GR)
- ピウーロ
- サン・ジャーコモ・フィリッポ

### 地震分類
イタリアの地震リスク階級 (it) では、3 に分類される
。

## 行政

### 山岳部共同体
広域行政組織である山岳部共同体「ヴァルキアヴェンナ山岳部共同体」 (it:Comunità montana della Valchiavenna) （事務所所在地: キアヴェンナ）を構成するコムーネの一つである。

### 分離集落
カンポドルチーノには以下の分離集落（フラツィオーネ）がある。
- Acero, Corti, Fraciscio, Gualdera, Motta, Pietra, Portarezza, Prestone, Starleggia, Tini